# Herbita divisa
Herbita divisa là một loài bướm đêm trong họ Geometridae.